# Farkas Tibor (biokémikus)
Farkas Tibor (Budapest, 1929. június 8. – Budapest, 2003. november 15.) Széchenyi-díjas magyar biokémikus, sejtbiológus, hidrozoológus, a biológiai tudományok doktora, a Magyar Tudományos Akadémia rendes tagja. Fő kutatási területe vízi gerinctelenek és alacsonyabb rendű gerincesek szervezetének lipidösszetétele, sejtszintű zsírsav-anyagforgalma, a lipidek molekuláris szerkezete és élettani szempontú funkcionális biokémiája volt. Különösen jelentős eredményeket ért el a sejtmembránokban jelen lévő foszfolipidek kémiai–fizikai jellemzői és a testhőmérséklet szabályozása közötti összefüggések feltárásában.

## Életútja
Általános iskoláit Kelebián, középiskoláit 1940 és 1948 között a kiskunhalasi református gimnáziumban, illetve a szabadkai állami fiúgimnáziumban végezte. 1950-ben a Szegedi Tudományegyetem biológia–kémia szakán kezdte meg felsőfokú tanulmányait, 1952-ben azonban átjelentkezett a budapesti Eötvös Loránd Tudományegyetem állatfiziológiai szakára. Itt szerezte meg biológusi oklevelét 1955-ben. 1955-től 1971-ig a tihanyi Magyar Biológiai Kutatóintézet hidrobiológiai osztályán dolgozott, 1960-ig mint tudományos segédmunkatárs, azt követően tudományos munkatársi, 1970-től főmunkatársi beosztásban. Időközben 1956-ban néhány hónapos tanulmányúton járt a Német Demokratikus Köztársaságban, majd 1963-ban a Milánói Tudományegyetem farmakológiai intézetének vendégkutatója volt közel egy esztendőn át. 1971-ben disszertációját megvédte, s a biológiai tudományok kandidátusa lett. 1971-től az MTA Szegedi Biológiai Központ budapesti Biokémiai Intézetében – 1979 utáni nevén az MTA SZBK Enzimológiai Intézetében – dolgozott tudományos főmunkatársként. 1972–1973-ban a Kalifornia Egyetemen (UCLA) végzett kutatómunkát. 1989-es nyugdíjazását követően kutatóprofesszorként és tudományos tanácsadóként segítette az enzimológiai intézetben folyó munkát, 1990-ben megszerezte a biológiai tudományok doktora címet.

## Munkássága
Fő kutatási területe a vízben élő állati szervezetek, gerinctelenek és alacsonyabb rendű gerincesek lipidjeinek (zsírsavak, trigliceridek, foszfolipidek, karotinoidok stb.) funkcionális biokémiája, élettani szerepük feltárása volt. Különösen behatóan foglalkozott a lipides–foszfolipides összetételű sejtmembránok élettani szerepével a hőmérsékleti adaptációban, a hőszabályozásban és a hidegtűrésben. Herodek Sándorral az 1960-as években közösen végzett kutatásaik eredményeként felismerték, hogy a rákok (pl. kecskerák) sejtmembránjának telítetlenzsírsav-összetétele és a membránt alkotó lipidek olvadáspontja a külső hőmérséklethez igazodik (ún. homeoviszkozitás vagy homeoviszkózus adaptáció), ezzel biztosítja a szervezet működését az életfeltételeknek egyébként kedvezőtlen hőmérsékleti feltételek mellett is. Később Farkas ezt a jelenséget a ponty vonatkozásában is leírta, de kiterjedt vizsgálatokat végzett a márna, a busa, a törpeharcsa és más édesvízi halak, sőt egyes fagytűrő növényfajok sejtmembránjainak molekuláris összetételéről, és annak összefüggéseiről a testhőmérséklet szabályozásával. Élete utolsó szakaszában az n–3 szerkezetű többszörösen telítetlen zsírsavak hatását vizsgálta a központi idegrendszerre.
Pályája során nyolc tudományos eljárást szabadalmaztatott. Így egyebek mellett Herodek Sándorral kidolgozták a zsírsavkeverékek papírkromatográfiai vizsgálati módszerét, ő maga pedig még az 1950-es években eljárást fejlesztett ki az élő szervezetek, sejtek zsírsavtartalmának elválasztására.
Pályája során mintegy száz tudományos közleményt, cikket adott közre.

### Szervezeti tagságai és elismerései
1990-ben a Magyar Tudományos Akadémia levelező, 1998-ban rendes tagjává választották. 1993-tól alelnöke volt a Szegedi Akadémiai Bizottságnak, 1991-től 1995-ig a Tudományos Minősítő Bizottság, 1995-től a Doktori Tanács tagja volt, emellett részt vett a biokémiai és molekuláris biológiai bizottság munkájában, alapító tagja volt a lipidkémiai munkabizottságnak. 1959-ben a Német Lipidtudományi Társaság (DGFF) tagjai sorába választották, 1989-ben az amerikai Nemzeti Tudományos Akadémia (NAS) külföldi, 1991-ben pedig az Amerikai Olajkémikusok Társaságának (AOCS) külső tagja lett.
A vízi szervezetek sejtélettanának világszerte elismert, iskolateremtő kutatásaiért 1998-ban Széchenyi-díjat kapott. 1982-ben a Munka Érdemrend ezüst fokozatával tüntették ki.

### Főbb művei
- Vizsgálatok néhány, a hazai vizek anyagforgalmában fontosabb szerepet játszó rák zsírsavgarnitúráján.  A Magyar Tudományos Akadémia Tihanyi Biológiai Kutatóintézetének Évkönyve,   (1958)   197–208. o.
- Membránfoszfolipidek molekuláris összetétele és a testhőmérséklet. Budapest: Magyar Tudományos Akadémia. 1999.